# Major József (lelkész)
Major József (Szárazberencs, 1779. szeptember 30. – Sátoraljaújhely, 1830. november 10.) református lelkész, egyházi író.

## Élete
Tanulmányait Sárospatakon végezte, mire külföldre ment, hol 1802. október 27-én a jenai egyetemre iratkozott be. 1805-ben Szepsiben, 1816 áprilisában pedig Sátoraljaújhelyben lett lelkész. (Ezen egyház akkori főgondnoka Kazinczy Ferenc volt, aki az eddigi két papságot eggyé alakítván, minden elkövetett, hogy arra Majort megnyerje, ami sikerült is.) Később a tiszáninneni egyházkerület megválasztotta főjegyzőjének. Gyülekezete előtt kitűnő szónoklatain kívül, a gyakorlati életben szerzett magának jó emlékezetet. 1823-ban orgonát állíttatott, noha ezt Liszkay, a puritán érzelmű felső-zempléni esperes, erősen ellenezte. 1824-ben iskolát, majd új harangot és a templom mellé kőkerítést állíttatott.

## Munkái
- A s.-ujhelyi, Magyarországon legrégibb ev. helv. val. ecclesiának örömünnepe, midőn az itt háromszáz esztendők óta szokásban volt két (s olykor három) prédikátorság a tiszamelléki nt. szuperintendentia engedelmével egygyé olvasztatván, tiszt. nemes és nemzetes Major József úr, ezelőtt a szepsi ecclesia lelkipásztora s a ven.-abauji egyház-megye assessora, 1816. ápr. 7. napján mint s.-ujhelyi prédikátor hivatalába belépett, az ecclesiát megköszöntötte s ennek nevében főkurátora tek. Kazinczy Ferencz úr által megköszöntetett. Kiadta a consistorium végzéséből. Sárospatak, 1816. (Történeti adatok a sátoralja-ujhelyi egyház életéből; a prédikátorok névsorával 1522-1816-ig; Major József tanítása: Az Istennek fijában, a Jézus Krisztusban való hitnek erejéről; Kazinczy beszéde, melyet az emlék-beszéd végeztével a hallgatókhoz intézett; A sárospataki énekkartól előadott énekek.)
- A reformáczió 300-dos ünnepe, melyet a sátoralja-ujhelyi templomban, tekintetes Zemplén vármegye közgyűlésének alkalmatosságával 1817. november 30. megszentelt. Uo. 1817.
- Egy filozofus kerestyénnek a halálról való gondolatjai, mellyeket néhai Domonkos Sámuel urnak ... utolsó érdemlett tiszteletére, egy halotti beszédbe foglalva készített, és a korláthi ref. termplomban 1818. júl. 26. élőszóval elmondott. Uo. 1818. (Mihályi Kováts István beszédével együtt).
- A világi dolgoknak hijjába valósága és az emberi életnek illendő becsüllése egy halotti beszédbe foglalva. Néhai Fáji Fáy Mihály urnak ... utolsó érdemlett tiszteletére készitette és a szemerei ref. templomban nov. 21. 1819. élő szóval elmondotta. Kassa, 1821.
- Rövid egyházi beszéd, melyel Szathmáry József urat hivatalába beiktatta és Az evangyeliom papjai a kegyelemnek templomában avagy egy ev. vagy prot. lelkipásztornak tiszte, rendeltetése. Sárospatak, 1821. (Egynehány nevezetes egyházi beszédek ... okt. 8. 1820. Katona Mihály és Szathmáry József beszédeivel együtt.)
- Az emberi esméretek tökélletlensége, az örvendetes reménységek kútfeje a halálban, egy keresztyén tanitásban előadva, melyet néh. tek. nemzetes és tudós Rozgony József úrnak a sárospataki collegium filosofia professorának utolsó érdemlett tisztességtételére készitett és a sárospataki ref. templomban ápr. 27. 1823. elmondott. Uo. 1823.
- Hübner bibliabeli historiáji, az ifjuság és a nemzeti oskolák számára. T. T. Ádler Friderik Keretély urnak negyedik kiadása szerént újra dolgozta, és magyar nyelven kiadta. Uo. 1825. Két kötet. (I. Az ó testamentomi históriák, II. Az uj testamentomi historiák).
- Halotti beszéd Szirmay Apollónia felett ... Uo. 1826.
- Isten jóságának az egészséges és jó napokban való háládasot megesmerése egy halotti beszédben Látzai Szabó József felett. Uo.; 1828. (Nyiri István beszédével együtt).

Van egy Indítványa a protestáns egyházi folyóiratok az egyházmegyei könyvtár fölállítása s általában a prot. egyházi irodalom pártolása érdekében a bezdédi képviseleti gyűlésre szept. 18. 1866. beterjesztve. (Sárospataki Füzetek 1866. 718. l. Várady Pállal együtt).